# Krusa (genre)
Pour les articles homonymes, voir Krusa (homonymie).
Genre
Krusa est un genre d'opilions eupnois de la famille des Sclerosomatidae.

## Distribution
Les espèces de ce genre se rencontrent en Amérique.

## Liste des espèces
Selon World Catalogue of Opiliones (11/05/2021) :
- Krusa amazonica Roewer, 1953
- Krusa annulata Goodnight & Goodnight, 1945
- Krusa boliviana Roewer, 1953
- Krusa columbiana Roewer, 1953
- Krusa flava Goodnight & Goodnight, 1946
- Krusa hidalguensis Gaona-Escamilla, Francke & Ponce-Saavedra, 2017
- Krusa metallica Goodnight & Goodnight, 1946
- Krusa mexicana Goodnight & Goodnight, 1947
- Krusa peruviana Roewer, 1953
- Krusa stellata Goodnight & Goodnight, 1946
- Krusa tuberculata Goodnight & Goodnight, 1946

## Publication originale
- Goodnight & Goodnight, 1947 : « Phalangida from Tropical America. » Fieldiana, Zoology, vol. 32, no 1, p. 1–58 (texte intégral).